# WaluśKraksaKryzys
WaluśKraksaKryzys, właśc. Sebastian Łukasz Gugulski (ur. 24 stycznia 1996 w Skale lub w Krakowie) – polski muzyk, grający muzykę z pogranicza indie rocka, post-punk revival i poezji śpiewanej. Członek ZPAV.

## Życiorys
W młodości uczył się gry na perkusji w Domu Kultury w Skale. W wyniku złamania barku zaprzestał gry na tym instrumencie, zamieniając go na gitarę. Utwory nagrywał, "podkradając" sprzęt z domu kultury. Część  z jego utworów powstała w okresie gdy pracował jako pasterz wypasający owce w Ojcowskim Parku Narodowym. Jego talent muzyczny został odkryty przez Błażeja Króla, z którym nagrał jeden z utworów i który zaprosił go do wspólnego zaśpiewania utworu w Męskim Graniu 2020. W 2021 wystąpił na Pol’and’Rock Festival. Występował także na OFF Festivalu w Katowicach, Festiwalu FAMA w Świnoujściu czy Fryderyk Festiwalu w Szczecinie, supportował zespół Ørganek.

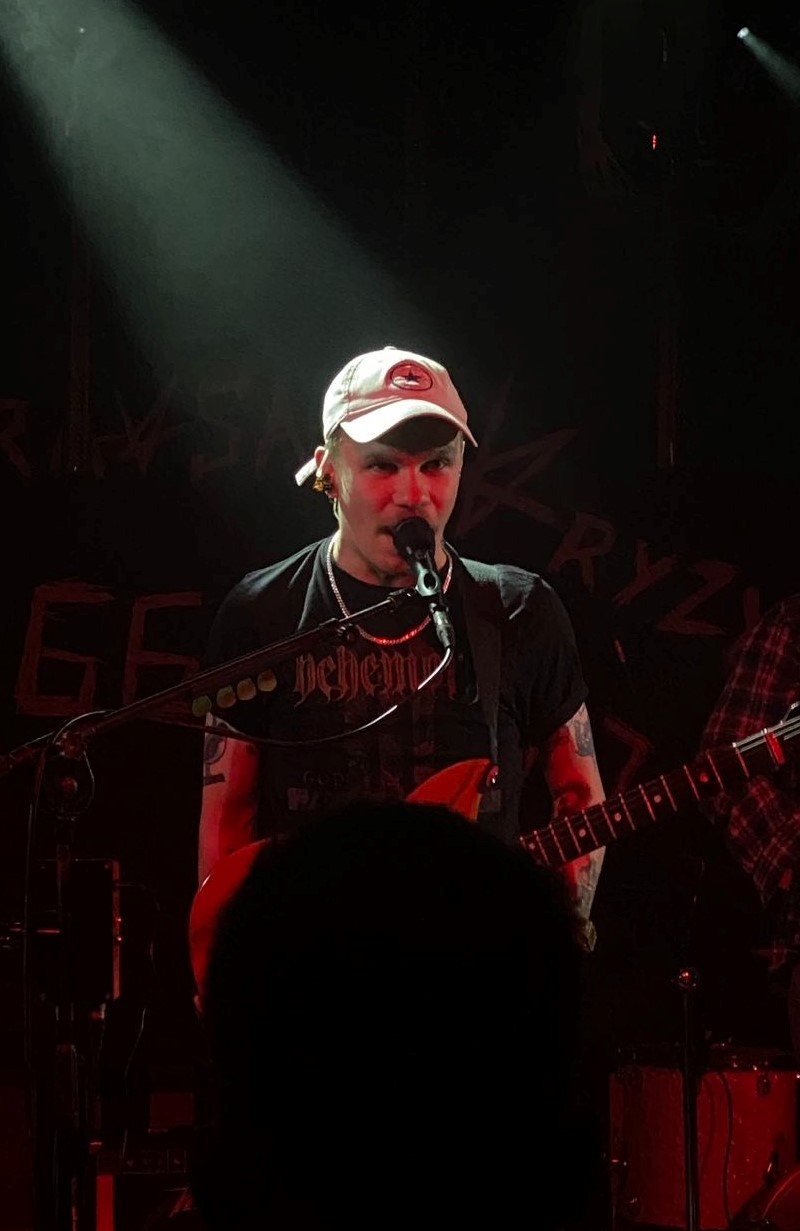
WaluśKraksaKryzys podczas koncertu (2023)

Teksty Gugulskiego opisują głównie jego autentyczne przeżycia. Jednym z powtarzających się tematów jego utworów są jego doświadczenia z używkami.

## Członkowie zespołu
WaluśKraksaKryzys nie posiada stałego zespołu z którym gra. Z różnymi muzykami nagrywa płyty i gra na koncertach.

### Skład koncertowy
- Maciej Sondij
- Aleksander Orłowski
- Igor Nikiforow
- Mikołaj Gwozda

### Skład studyjny
- Andrzej „Gienia” Markowski
- Bolesław Wilczek

### Dawni współpracownicy
- Mateusz Klimczewski – gitara, syntezator
- Adrian Nowak – gitara
- Michał Latoń – bas
- Paweł Caban – perkusja
- Patryk Łuszcz  – automat perkusyjny, syntezator
- Kuba Kopiczak – gitara
- Łukasz Kastelik – wokal wspierający, gitara, syntezator
- Ryszard Czernecki – gitara, wokal wspierający, lap steel, syntezator
- Batrosz Jędrecki – bas, wokal wspierający, syntezator
- Jakub Tokarz – perkusja, wokal wspierający

## Albumy
| Tytuł              | Dane dot. albumu                                                                                           | Pozycja na liście |
| Tytuł              | Dane dot. albumu                                                                                           | POL               |
| ------------------ | --- | ----------------- |
| MiłyMłodyCzłowiek  | - Data: 9 maja 2019 - Wydawca: Trzy szóstki - Format: CD, digital download, streaming                      | –                 |
| ATAK               | - Data: 24 kwietnia 2021 - Wydawca: Mystic Production - Format: CD, digital download, streaming, winyl     | 12                |
| + piekło + niebo + | - Data: 20 października 2023 - Wydawca: Mystic Production - Format: CD, digital download, streaming, winyl | 13                |

### Występy gościnne
| Utwór                                                                                    | Rok  | Projekt                                    | Źródło |
| ---------------------------------------------------------------------------------------- | ---- | ------------------------------------------ | ------ |
| Król feat. WaluśKraksaKryzys – „Tuż przed północą”                                       | 2020 | Męskie Granie 2020                         | [ 24 ] |
| WaluśKraksaKryzys – „NaNoże”                                                             | 2021 | Męskie Granie 2021                         | [ 25 ] |
| Swiernalis feat. WaluśKraksaKryzys – „Vulgar”                                            | 2021 | —                                          | [ 26 ] |
| Męskie Granie Orkiestra 2022 feat. WaluśKraksaKryzys – „Orkiestra” / „Pani w obuwniczym” | 2022 | Męskie Granie 2022                         | [ 27 ] |
| Spokój feat. WaluśKraksaKryzys – „Święta”                                                | 2022 | Ślepota                                    | [ 28 ] |
| Miuosh, Zespół Pieśni i Tańca „Śląsk” feat. WaluśKraksaKryzys – „Gorycz”                 | 2022 | Pieśni współczesne (Live at Cavatina Hall) | [ 29 ] |
| Zdechły Osa feat. WaluśKraksaKryzys – „Jezus po tygodniu we Wrocławiu”                   | 2023 | BRESLAU HARDCORE                           | [ 30 ] |
| Kasia Lins feat. WaluśKraksaKryzys – „Do śmierci mamy czas”                              | 2023 |                                            | [ 31 ] |

## Wyróżnienia
| Rok  | Kategoria                                                   | Nagroda               | Uwagi                                    |
| ---- | ----------------------------------------------------------- | --------------------- | ---------------------------------------- |
| 2020 | Teatr OdRuchu (Festiwal Artystyczny Młodzieży Akademickiej) |                       | Laureat                                  |
| 2020 | Jarocińskie Rytmy Młodych (Festiwal w Jarocinie)            | –                     | Laureat                                  |
| 2021 | Nadzieja (Teraz Rock)                                       | –                     | 1. miejsce                               |
| 2021 | najlepsze polskich płyty (Teraz Rock)                       | –                     | 4. miejsce (Atak!)                       |
| 2021 | TOP10 najlepszych polskich utworów (Teraz Rock)             | –                     | 6. miejsce („Najgorsze rzeczy”)          |
| 2021 | Najlepsze polskie płyty 2021 (Onet.pl)                      | –                     | 2. miejsce (Atak!)                       |
| 2021 | Polska Płyta Roku (Gazeta Wyborcza)                         | –                     | 4. miejsce (Atak!)                       |
| 2021 | najlepsze polskie płyty rock/metal (Antyradio.pl)           | –                     | TOP10 (Atak!)                            |
| 2021 | Honorowy Przyjaciel Ziemi Skalskiej                         | –                     |                                          |
| 2021 | Rock i ostre brzmienia                                      | PL Music Video Awards | Nominacja (ft. Król – Tuż Przed Północą) |
| 2022 | Album roku rock/metal                                       | Fryderyk              | Nominacja (Atak!)                        |
| 2024 | Album roku rock                                             | Fryderyk              | Laureat (+piekło+niebo+)                 |